# Martín Méndez
Martín Méndez (Uruguay; 6 de abril de 1978) es el bajista de la banda sueca, Opeth. 
Méndez formó parte de muchas otras bandas como Fifth to Infinity, Proxima, Vinterkrig en algunas de ellas con su amigo y ex baterista de Opeth Martín López. 
Originalmente, los otros miembros de Opeth vacilaban ante la idea de añadir a Méndez a la alineación, porque temían dividir al grupo en dos bandos; sin embargo, accedieron, y Méndez se integró a la banda justo antes de que la grabación del álbum My Arms, Your Hearse comenzara, pero no disponía de tiempo para aprender las canciones y el vocalista/guitarrista Mikael Åkerfeldt tocó el bajo en la grabación. Su primera grabación con Opeth fue durante el álbum Still Life.

## Equipo

### Bajo
Actualidad
- Sandberg California TM 4-string blackburst.
- Sandberg California TM 5-string supreme creme highgloss.

Anteriormente
- Fender Marcus Miller Signature Jazz Bass.
- Fender Sunburst Jazz bass American series.
- Fretless Fender Jazz Bass.

### Amplificadores
- Ampeg SVT Classic head and 8x10 Cabinet.

## Discografía

### Con Opeth
- Still Life (1999)
- Blackwater Park (2001)
- Deliverance (2002)
- Damnation (2003)
- Ghost Reveries (2005)
- Watershed (2008)
- Heritage (2011)
- Pale Communion (2014)
- Sorceress (2016)
- In Cauda Venenum (2019)
- The last will and testament (2024)